# Zeuzeropecten grandis
Zeuzeropecten grandis is een vlinder uit de familie houtboorders (Cossidae). De wetenschappelijke naam van deze soort werd voor het eerst geldig gepubliceerd in 1951 door Viette als Phragmataecia grandis'.
De soort komt voor in tropisch Afrika.
1. ↑  Viette, P.E.L. (1951) Contribution a l'etude des Cossidae (Premiere note). Les Cossidae de Madagascar (Lepidopteres).—Naturalistemalgache3: 133-138.